# Scorzonera aristata
Scorzonera aristata là một loài thực vật có hoa trong họ Cúc. Loài này được Ramond ex DC. miêu tả khoa học đầu tiên năm 1805.